# 脂批
脂批，又稱脂評，是自称中國古典小說《紅樓夢》最早的評點。而有別於日後由高鶚與程偉元刊印並廣泛流傳的一百二十回版本，有脂批的《紅樓夢》版本多為傳抄的手錄本，內容都不超過一百二十回版的前八十回；就是前面重複的部分，內容細節與刊印版也多有不同。因此這類版本又被稱為脂本。
新紅学學者大都認為脂批的批语预示《紅樓夢》（曹雪芹著）結局；但也有學者質疑脂批的真實性。

## 作者
脂評的作者不只一人。之所以稱脂評，是以作者之一的脂硯齋做為代表而言的。脂評批語中有署名或提及的批者主要有脂硯齋與畸笏叟，另外還有常村（棠村）、梅溪、松齋等人。脂評作者往往在評語中透露出自己與小說作者曹雪芹之間的特殊關係，大部分學者都認為評者是與曹雪芹很親近的人，甚至是親屬長輩。脂評的作者也在某種程度上參與了紅樓夢的創作或修訂，例如秦可卿死亡的原因，命曹雪芹全部刪去，並將刪文事記載於脂評中。
脂評作者與曹雪芹擁有的共同生活經歷，可以從以下脂評中看出：
「作者今尚記金魁星之事乎？撫今追昔，腸斷心摧。」 ～第八回
「尚記丁巳春日，謝園送茶乎？展眼二十年矣！」 ～第四十一回
「此語余亦親聞者，非編有也。」 ～第六十三回
「況此也是余舊日目睹親聞，作者身歷之現成文字」 ～第七十七回
而第十三回脂評：「『秦可卿淫喪天香樓』，作者用史筆也....姑赦之，因命芹溪刪去」，則顯示了畸笏叟直接干預了紅樓夢的寫作。紅學中自傳派的學者，如胡適、俞平伯、周汝昌等人，也以脂批為紅樓夢是作者自傳說的證據之一。但若一個人自己寫自傳，別人無法在一旁指手劃腳，張愛玲指為創作因此較可信。

## 價值
在脂本出現以前，紅樓夢的流通版本以高鶚與程偉元刊印的程乙本為主。程乙本除了缺少脂評、比起脂本系統多出後四十回以外，許多細節也與脂本不同。脂本出現之前，大部分紅樓夢的評點者都認為紅樓夢一百二十回均為同一人所作。胡適在做了「紅樓夢考證」一文後，學者開始懷疑紅樓夢後四十回是高鶚所補作、高鶚的續書內容與曹雪芹的原稿不同、並認定脂本是「紅樓夢是曹雪芹自傳說」的鐵證，也因而開啟了新紅學的時代。
而脂硯齋、畸笏叟等人，可能是曹雪芹的親族，又見過曹雪芹八十回以後的殘稿，並於脂評中透露出後來的故事發展，因此脂本除了可以校對前八十回的內容以外，也可以由此探知後四十回原稿的面目。
而單純就小說的美學上，脂批也有其貢獻。葉朗（1987）就認為，脂評的意義不止於資料方面的價值。他的美學思想，對紅樓夢藝術成就、藝術經驗的研究和概括，是其他評點家如王希廉、張新之等人所比不上的。

## 程前脂后说
在脂批被多數紅學研究接受和認可之後，歐陽健、曲沐等學者通過分析脂批，提出了脂批晚於程本的觀點，從而對脂批研究及高鶚續書說產生挑戰。但細察歐陽健所著之<還原脂硯齋>，並無足夠有力之論述以實其說，至今亦無重要學者出面支持此說。
2016年高顎誕辰100週年，紅學研討會終於確認，高顎程偉元只是紅樓夢編輯，而非續作。

## 版本
目前所發現的脂批共有十幾種版本。為何會有這麼多版本，紅學學者劉世德（2003）分析如下：
- 曹雪芹在紅樓夢尚未完稿時，寫完的部分手稿已經被朋友們不斷傳閱、翻抄。
- 而在傳抄的過程中，由於讀者的傳播與推薦，漸漸有了一批固定的讀者。
- 在第三階段，職業的抄手加入了傳抄的工作，傳布者加入了租售傳抄版小說的商人。

其中可以想見，在傳抄的過程中，有人抄到曹雪芹的初稿本，有人抄到曹雪芹的修正本，加上傳抄過程中積累的錯誤與竄改，因此產生了後世不同的脂本版本。要得知紅樓夢與脂評的原始面貌，也就必須針對這些不同版本的內容加以研究。

### 列表
自從胡適在上海首次發現脂本（此版後稱甲戌本）以來，目前所發現的脂本版本可以表列為以下數種：
| 脂本簡稱             | 标定原年代           | 書名               | 擁有回數       | 发现年代 |
| 甲戌本               | 1754年               | 脂硯齋重評石頭記   | 16             | 1927年   |
| 己卯本               | 1759年               | 脂硯齋重評石頭記   | 43             | 1936年   |
| 庚辰本               | 1760年               | 脂硯齋重評石頭記   | 78             | 1933年   |
| 王府本               |                      | 石頭記             | 120            | 1960年   |
| 戚滬本               |                      | 石頭記             | 殘存40         |          |
| 南京本               |                      | 石頭記             | 80             |          |
| 列寧格勒本           |                      | 石頭記             | 80             |          |
| 靖藏本               |                      | 石頭記             | 78回，仅余一页 | 1959年   |
| 卞藏脂本             | 嘉慶前期（馮其庸語） | 紅樓夢             | 10             |          |
| 甲辰本（夢序本）     | 1784年               | 紅樓夢             | 80             | 1953年   |
| 紅樓夢稿本（楊藏本） |                      | 紅樓夢稿           | 120            | 1959年   |
| 己酉本（舒序本）     | 1789年               | 紅樓夢             | 殘存40         |          |
| 鄭藏本               |                      | 紅樓夢             | 2              |          |
| 有正本               | 1912年付印           | 國初鈔本原本紅樓夢 | 120            |          |

### 各版本說明
- 甲戌本

1754年的過錄的「脂硯齋重評石頭記」，共存有十六回，為胡適於1927年在上海購得。胡適在紅樓夢考證中說他確信此本是「紅樓夢最早的版本」。因第一回有其他各本没有的一句话：“至脂砚斋甲戌抄阅再评仍用石头记”，故得此名。甲戌，指乾隆十九年（1754年）。甲戌本保存于美国，后经上海图书馆与胡适后人接洽，现藏于上海图书馆，或购或赠，其中细节并无披露。
- 已卯本

1759年的版本，與甲戌本一樣是脂硯齋的重評本。原於1936年發現三十八回，後1959年又發現五回，一共殘存四十三回。這本鈔本來自於滿清怡親王弘曉，從抄本中「曉」與「祥」字都有缺筆避諱可知。
- 庚辰本

是底本於1760年完成，後經過抄寫過錄的版本，一共七十八回，每冊頁首都題有「脂硯齋凡四閱評過」的字樣。第五冊以後加題「庚辰邱月定本」或「庚辰秋定本」。庚辰本被認為是脂本中最重要的版本。學者馮其庸指出，庚辰本是由已卯本間接抄錄而來，是曹雪芹死前最後的定本，也是最接近完成的本子。而現存本雖然經過抄錄，不過除了少數的錯誤以外，大致都保存原貌，「只僅次於作者手稿的一個本子」。
- 戚滬本、南京本、有正本

這三本都屬於戚本系統，卷首有戚蓼生的序。戚滬本是乾隆年間戚蓼生藏本，後來到了上海有正書局手中，在1912年石印出版，被稱為「有正本」。後有南京本，學者認為是出自戚滬本，現藏南京，故稱南京本。
- 王府本

清蒙古王府所藏的版本，前八十回屬於脂評系統，後四十回是後來配上的。王府本1960-61年間出現於北京琉璃廠中國書店，即由北京圖書館購藏。
- 列寧格勒本

是1832年，由俄國人Pavel Kurliandtsov帶回俄國的抄本，藏於列寧格勒。
- 卞藏脂本

2006年6月14日上海敬華藝術品拍賣公司拍出，卞亦文購。存一至十回並三十三至八十回目。馮其庸從抄本中「玄」字有避諱和紙質比較等，批是嘉慶前期抄本。
- 甲辰本

有1784年夢覺主人的序。這是第一本定名「紅樓夢」的抄本。內容基本根據甲戌本，不過正文遭到了大量的刪改，這些刪改後來為高鶚、程偉元的刻本所承襲，成為後來廣泛流傳的內容。
- 靖藏本

楊州靖應鵾藏本。1959年發現，由毛國瑤將其中不同於有正本的批語抄出，交給俞平伯、周汝昌等人研究。原書在經過學者研究前就已經遺失。
- 紅樓夢稿本

《梦稿本》1959年在北京发现，现为中国科学院文学研究所藏。1963年影印行世时命名为《乾隆抄本百廿回红楼梦稿》，简称《梦稿本》，一百二十回，系杨继振咸丰五年（1855年）收藏本，也称“杨藏本”，被划归于脂本系统，亦有归于程本系统的。
- 己酉本

吳曉鈴藏本，有舒元煒序，所以又稱舒序本。
- 鄭藏本

鄭振鐸所藏的抄本紅樓夢。只有23、24兩回，內文屬於脂本系統，不過遭到竄改，也沒有批語。

## 外部連結
- 刘广定：〈从“秦可卿淫丧天香楼”谈《红楼梦》的“脂批” （页面存档备份，存于）〉。